# Michael Berkeley, Baron Berkeley of Knighton

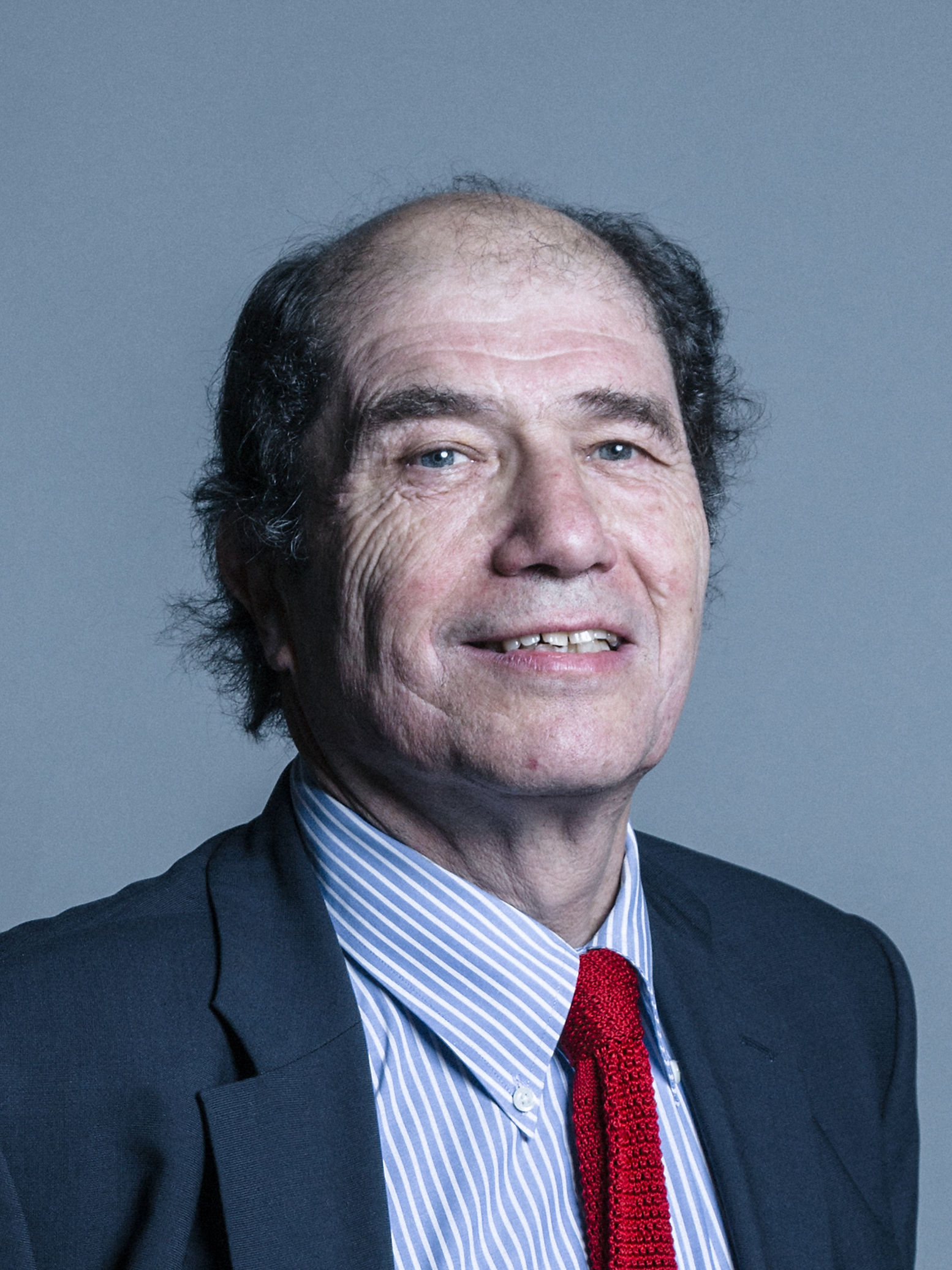
Michael Berkeley, Baron Berkeley of Knighton

Michael Fitzhardinge Berkeley, Baron Berkeley of Knighton CBE (* 29. Mai 1948) ist ein britischer Komponist, der 2013 durch den Vorschlag der House of Lords Appointments Commission  als Life Peer  Mitglied des House of Lords wurde.

## Leben

### Studium und erste bedeutende Kompositionen in den 1980er Jahren
Berkeley, ältester Sohn des Komponisten Lennox Berkeley und ein Patenkind des Komponisten, Dirigenten sowie Pianisten Benjamin Britten, absolvierte seine schulische Ausbildung an The Oratory School in Woodcote sowie der Choir School der Westminster Cathedral, wo er auch als Chorknabe sang. Später begann er ein Studium in den Fächern Komposition, Gesang und Klavier an der Royal Academy of Music, ehe er sich Mitte der 1970er Jahre unter dem Einfluss von Richard Rodney Bennett auf Komposition konzentrierte und 1977 mit dem Guinness Prize for Composition ausgezeichnet wurde. 1979 wurde er Mitkomponist beim Scottish Chamber Orchester, dem Kammerorchester Schottlands, und schuf seither zahlreiche Kompositionen, die weltweit aufgeführt wurden.
Zu seinen bekanntesten Kompositionen der 1980er Jahre gehören Gregorian Variations (1982), die in England und den USA unter der Leitung von André Previn aufgeführt wurden, sowie das 1982 zu einem speziell von Ian McEwan geschriebenen Text entstandene Oratorium Or Shall We Die?, welches von Richard Eyre für Channel 4 verfilmt wurde. Für die Sopranistin Heather Harper schuf er Kompositionen wie For the Savage Messiah (1985) und Songs of Awakening Love, die 1988 bei den Proms aufgeführt wurden.
Daneben schuf er auch Filmmusik wie zum Beispiel erstmals für Captive (1986) von Paul Mayersberg mit Oliver Reed und Irina Brook, wobei er hier mit The Edge von U2 zusammenarbeitete.
Neben dem Concerto for Organ komponierte er Keening für den Saxophonisten John Harle, während Fierce Tears I und Fierce Tears II speziell für den Oboisten Nicholas Daniel geschaffen wurden. Zu weiteren bekannten Werken dieser Zeit gehörten Quartet Study sowie Coronach und Gethsemane Fragment, zwei Stücke für Streichorchester.

### 1990er Jahre
Zu Beginn der 1990er Jahre schuf Berkeley das expressionistische Concerto for Clarinet für das Huddersfield Contemporary Music Festival, während seine erste Oper Baa Baa Black Sheep, die auf der Jugendzeit von Rudyard Kipling basierte, mit einem Libretto von David Malouf 1993 mit großem Erfolg bei Publikum und Kritik auf dem Cheltenham Festival uraufgeführt wurde. Kurz darauf wurde es im Radio- und Fernsehprogramm der BBC gesendet und vom Musiklabel Chandos Records auf CD aufgenommen.
Zu seinen weiteren Filmmusiken gehörten Goldeneye – Der Mann, der James Bond war (Goldeneye: The Secret Life of Ian Fleming, 1989), eine Filmbiografie über Ian Fleming, von Don Boyd mit Charles Dance, sowie dem ebenfalls unter der Regie von Don Boyd entstandenen Film Twenty One (1991) mit Patsy Kensit und Rufus Sewell. Darüber hinaus wirkte er von 1991 und 1994 als Gastprofessor der University of Huddersfield.
1995 wurde Berkeley selbst künstlerischer Leiter des Cheltenham International Festival of Music und war dort bis 2004 tätig. Während dieser Zeit kam es zu Uraufführung von über hundert Werken und setzte sich für die Aufnahme zeitgenössischer Arbeiten in den Festivalprogrammen ein. Viele Jahre lang präsentierte er die Sendung Private Sessions in BBC Radio 3, für die er 1996 mit dem Broadcasting Press Guild’s Radio Programme of the Year Award ausgezeichnet wurde.
Unter der Leitung von Colin Davis wurde vom London Symphony Orchestra (LSO) Secret Garden  1997 uraufgeführt und danach auf Tourneen gespielt, während das für die BBC Proms komponierte The Garden of Earthly Delights vom National Youth Orchestra of Great Britain unter der Leitung von Mstislaw Leopoldowitsch Rostropowitsch uraufgeführt wurde.

### 2000er Jahre und Oberhausmitglied
Daneben schuf er zwischen 2000 und 2003 zusammen mit Judith Weir und Anthony Payne das musikalische Unterhaltungsprogramm für das Sydney Film Festival, aber auch für das Festival in Spitalfields. Des Weiteren arbeitete er als Komponist für das New York Philharmusica. Berkeley ist ferner seit 2001 Mitglied des Verwaltungsrates (Board of Governors) des Royal Ballet und fungierte zwischen 2003 und 2012 als Vorsitzender dieses Verwaltungsrates.
Während seiner Arbeit als Komponist für das BBC National Orchestra of Wales entstanden drei weitere Kompositionen, wobei die zweite Arbeit, Concerto for Orchestra, Uraufführung bei den Proms 2005 hatte. Auch diese Arbeit wurde wie die meisten seiner Werke von Chandos Records aufgenommen. Während seiner Tätigkeit für das National Orchestra of Wales arbeitete er auch mit Richard Hickox zusammen. Seine zweite Oper Jane Eyre (2000), ebenfalls mit einem Libretto von David Malouf, wurde in Großbritannien, Australien und den USA aufgeführt. Seine dritte Oper For You (2008) wurde für ein Libretto von Ian McEwan für das Music Theatre Wales komponiert sowie in Großbritannien aufgeführt. Diese 2010 für das Plattenlabel aufgenommene Arbeit wurde 2010 auch in Italien aufgeführt.
Danach entstanden Werke wie das Oboe-Quintett Into the Ravine (2012) für Nicholas Daniel und das Carducci String Quartet, aber auch Three Rilke Sonnets (2013) für Claire Booth und das Nash Ensemble. Daraufhin arbeitete er an einer Hymne für die Inthronisierung von Justin Welby zum Erzbischof von Canterbury am 21. März 2013.
Durch ein Letters Patent vom 26. März 2013 wurde Berkeley, der bereits am 16. Juni 2012 Commander des Order of the British Empire wurde, im Rahmen des Life Peerages Act 1958 auf den Vorschlag der House of Lords Appointments Commission als Life Peer mit dem Titel Baron Berkeley of Knighton, of Knighton in the County of Powys, in den Adelsstand erhoben und gehört damit seither dem House of Lords als Mitglied an. Im Oberhaus schloss er sich der Gruppe der sogenannten Crossbencher an.
Zuletzt arbeitete er an einigen Cabaretsongs für Barbara Hannigan und Angela Hewitt, die im Juli 2013 in Italien uraufgeführt wurden.

## Veröffentlichungen
- The Music Pack, 1994

## Kompositionen
- Meditations, 1977
- Primavera, 1979
- Uprising,  1980
- Graves, 1981
- Or Shall We Die?, 1982
- Music from Chaucer, 1983
- Tears, 1984
- Pas de Deux, 1985
- Songs of Awakening Love, 1986
- Organ Concerto, 1987
- The Red Macula, 1989
- Gethsemane Fragment, 1990
- Clarinet Concerto, 1991
- Baa Baa Black Sheep, 1993
- Viola Concerto, 1994
- Magnetic Field, 1995
- Winter Fragments, 1996
- Torque and Velocity, 1997
- Secret Garden, 1997
- The Garden of Earthly Delights, 1998
- Tristessa, 2003
- Jane Eyre, 2000
- Concerto for Orchestra, 2005
- For You, 2008
- Show Down, 2008
- Gabriel's Lament, 2009